# 叶夫根尼·沃多拉兹金
叶夫根尼·戈尔曼诺维奇·沃多拉兹金（俄语：Евге́ний Ге́рманович Водола́зкин，1964年2月21日—），生于乌克兰苏维埃社会主义共和国基辅。俄国作家，语言学博士。

## 生平
1964 年2月21日出生于基辅。
1986年毕业于基辅大学语文系，同年考入苏联科学院俄罗斯文学研究所（普希金之家）在古代俄罗斯文学部攻读研究生学位，导师为德米特里·利哈乔夫。1990年完成论文答辩后在此工作。
2000年，取得语言学博士学位，学位论文题目为：《世界历史中的古罗斯文学研究-以十一到十五世纪巴列亚时间叙述为例》。《俄罗斯文学》学刊编委会成员。文选《文章与传统》主编
2015年，为俄罗斯在全国和国际范围内举行的听写大赛“全听写”编题。
2017年，获布加勒斯特大学名誉学位。从2017年起，为《消息报》专栏作者。
2017年，在“俄罗斯的罗马”国际文化节上获奖。2018年10月20日，被选入俄罗斯文化艺术委员会。
2019年，成为俄罗斯国家杜马文化委员会公共委员会成员。
在圣彼得堡生活。妻子塔季扬娜·鲁迪（俄语：Татьяна Руди）为一名文艺学家。